# Лі Цзичен
Лі Цзичен (李自成, 22 вересня 1606 — 1645) — китайський військовик, очільник селянської війни, що призвела до падіння імперії Мін, перший та останній імператор династії Шунь у 1644 (лютий) — 1645 (травень) роках.

## Життєпис

### Участь у повстанні
Народився 22 вересня 1606 року у провінції Шеньсі. Походив із бідної селянської родини. Замолоду був вівчарем у заможного роду Ай. Деякий час служив у війську, де отримав початкові навички, навчився бойовим мистецтвам. По поверненню оженився, нетривалий час був кінним кур'єром на пошті. Після смерті батька стає ковалем. Втім, у 1628 році вбиває дружину за перелюбство з поміщиком Ай Чао. Міський суд ухвалив вирок — стратити Лі Цзичена. Втім, той за допомоги небожа Лі Ґо тікає та вбиває Ай Чао. Після цього Цзичен та Ґо рушили на південь до провінції Ганьсу, де служать у місцевому гарнізоні. Проте вже у 1629 році Лі Цзичен приєднується до повстанців, що діяли в ті місцині. Незабаром стає помічником очільника одного з повстанських загонів Ґао Їнсяна (мав титул князь Чуань). Одружується на його сестрі Ґао Ши.
У 1631 році Лі Цзичен та Ґао Їнсян приєднуються до загонів іншого повстанця Вана Цзиюна. До 1633 року тривала напружена боротьба із урядовими військами. Зрештою Ван Цзиюн загинув. У 1635 році відбувся з'їзд повстанців у містечку Їн'ян, де за ініціативи Лі Цзичена було прийнято новий план боротьби з династією Мін. Проте вже незабаром повстанські загони зазнали поразки, зокрема у серпні було схоплено й страчено Гао Їнсяна. Другий лідер повстанців, Чжан Сяньчжун, відокремився від інших і відступив до провінції Сичуань. З цього моменту Лі Цзичен приймає новий титул — князь Чуань. Але у 1637 війська Мін біля гірського перевалу Тунґуань завдають рішучої поразки армії Лі Цзичена — зуміло врятуватися лише 18 осіб. Останній мав намір накласти на себе руки, втім ворожка, що зустрілася йому на шляху, пророкували тому владу над імперією. Після цього Лі Цзичен на деякий час сховався у горах провінції Шеньсі.
Деякий час він збирався із силами. Скориставшись погіршенням економічної ситуації через голод у західних провінціях, він почав нову кампанію проти династії Мін. З армією у 10 тисяч вояків Лі знову рушив до центральних областей Китаю. З 1640 до 1642 року тричі намагається захопити велике місто Кайфен. Під час однієї з облог він втратив око, втім зрештою захопив місто. Водночас ще у 1641 році він оволодів містом Лоян. Щоб завоювати популярність, роздавав зерно та гроші місцевому населенню, заборонив грабувати торговців і селян; також привернув на свій бік чиновників та вчених. Водночас Лі зміцнив військову дисципліну у своїй армії. Ватажків, які не підкорилися його наказам, було страчено (зокрема Ло Жуцая). У 1643 році Лі Цзичен зібрав 400 тисяч піхоти та 600 тисяч кінноти. У битві при Чжучжоу вщент розбив мінські війська. Після цього захопив фортецю Тунгуань, а згодом і місто Сіань.

### Імператор
8 лютого 1644 року у Сіані (перейменовано у Сіцзін — Західна столиця) оголошує про створення нової династії Шунь (повна назва Да Шунь — «Великий Добробут»). Девізом правління нового імператора стає Юнчан (Вічний достаток). Відбулися усі відповідні церемонії щодо сходження на трон. Впроваджуються нові титули: хоу, бо цзи, нань. Створює шість відомств (чинів, податків, обрядів, військової справи, покарань, робіт). За його наказом починається карбування нової монети, також оголошено іспити на вченні ступені. Для вирішення поточних питань Лі Цзичен створює військову раду з 25 найближчих полководців.
10 березня 1644 року прямує на захоплення Пекіна. 21 квітня завдає остаточної поразки армії Мін, а вже 25 квітня захоплює Пекін. Останній імператор династії Мін — Чжу Юцзянь — наклав на себе руки. Деякий час Лі Цзичен підтримує порядок у місті, втім незабаром викликає усіх чиновників колишньої мінської адміністрації. Бажаючи показати себе суворим імператором та месником за кривди, наказує стратити 500 чиновників з 1300 присутніх; до того ж було страчено 500 солдат імператорської гвардії. В результаті у Пекіні почалося безладдя та ґвалт. Населення, яке спочатку прихильно ставилося до Лі Цзичена, відвернулося від нього.
Водночас Лі Цзичен намагався привернути на свій бік У Саньґуя, який керував найбільш боєздатною армією колишньої династії Мін. Його частини охороняли Великий китайський мур. Втім наміри Лі Цзичена провалилися, з одного боку через те, що помічник Лі Цзичена Лю Цзумінь захопив улюблену наложницю У Саньгуя, з іншого через спробу Лі Цзичена підступно захопити У Саньгуя (хоча той на вимогу свого батька був готовий перейти на бік династії Шунь). Зрештою останній перейшов на бік маньчжурів на чолі з Доргонєм. Вирішальна битва між військами У Саньгуя (120 тисяч вояків) та маньчжурів (140 тисяч вояків, з одного боку, та 400-тисячною армією Лі Цзичена відбулася біля Їпаньши (увійшла під назвою Шаньхайгуанської битви). У результаті дводенних боїв (з 26 по 27 травня) Лі Цзичен зазнав поразки. Він вимушений був відступити до Пекіна, де 3 червня провів обряди офіційного вступу на імператорський трон. Але вже 4 червня залишив Пекін.
Лі Цзичен спробував переламати ситуацію у битві при Чжендіні, яка тривала 2 дні. Проте знову зазнав поразки. Лі Цзичен намагався домовитися про спільні дії з колишнім повстанським ватажком Чжан Сяньчжаном, який створив у Сичуані державу Дасі (Велике Західне царство), але марно. Лі Цзичену довелося воювати проти декількох ворогів — на півночі проти маньчжурів, на сході — проти військ династії південна Мін.
У березні 1645 року Лі Цзичен зазнав нової поразки від маньчжурів при Тунґуані. Вимушений був відступати на південь. У квітні зміг захопити у династії Південна Мін велике місто Учан, проте незабаром залишив його. Того ж року помер від хвороб (за іншої версією у бою) в горах Цзюґун.